# 摩德纳主教座堂博物馆
摩德纳主教座堂博物馆（Musei del Duomo di Modena）位于摩德纳主教座堂旁边，由“宝石博物馆”（Museo Lapidario）和“主教座堂博物馆”（Museo del Duomo）组成。

## 宝石博物馆
主教座堂宝石博物馆创建于19世纪末，是为了存放在19世纪末至20世纪初对主教座堂的修复过程中发现的文物，包括12世纪和13世纪的壁画。在20世纪的第二个十年里，博物馆的藏品中补充了伦巴第的手工艺品，这些手工艺品属于8世纪的前一座主教座堂，是其唯一留存的遗迹。自1953年以来，宝石博物馆还收藏了著名的八座中世纪罗马式怪物雕塑。其他重要的雕塑作品讲述了主教座堂从12世纪到16世纪的历史，包括威利格尔米卡工作室的狮子雕塑、12世纪的圣吉米尼亚诺以及柱头雕塑。

## 主教座堂博物馆
主教座堂博物馆收藏从11世纪到20世纪的作品。其中包括圣吉米尼亚诺祭坛画，可能是1106年卡诺莎的玛蒂尔达委托制作的。
博物馆收藏了17世纪画家的画作，如弗朗西斯科·斯特林加和巴托洛梅奥·舍多尼。22 特别值得一提的是布鲁塞尔的贡扎加挂毯，共22幅， 描绘“创世记”、大卫和雅各的故事。